# Alfonso Olaso
Alfonso Olaso Anabitarte (Villabona, España, 17 de marzo de 1905-diciembre de 1937) fue un futbolista español de las décadas de 1920 y 1930.

## Trayectoria
Alfonso Olaso nació en la localidad vasca de Villabona en 1905. Su carrera se desarrolló en gran parte a la sombra de su hermano mayor Luis, un destacado delantero del Atlético de Madrid y Real Madrid. Alfonso Olaso, por el contrario, jugó siempre en la defensa.
Alfonso Olaso comenzó a jugar al fútbol en el Nacional de Madrid. En 1926 llega al Athletic Club de Madrid, club donde su hermano mayor Luis jugaba desde 1919 y era una de las estrellas. Aquel mismo año el Athletic de Madrid se clasificaría por segunda vez en su historia para la final del Campeonato de España, que perdería ante el Fútbol Club Barcelona por 3-2 en el Estadio de Mestalla de Valencia, un 16 de mayo de 1926. Alfonso Olaso estuvo presente en aquel partido.
Al año siguiente, en 1927, Alfonso Olaso jugaría su único partido como internacional.
En 1929 fue, junto con su hermano Luis, uno de los integrantes del equipo del Athletic de Madrid que debutó en el torneo de Liga. Como dato anecdótico Alfonso Olaso fue el primer jugador en marcar un gol en propia meta de la historia de la Liga española de fútbol. 
En 1930 vivió el descenso de su club a la Segunda división española. En las temporadas siguientes jugó en la Segunda división tratando de lograr el ascenso, pero se retiró del fútbol en 1934 sin haber vuelto a la Primera división española, ya que su retirada coincidió con la temporada en la que su club logró el ascenso.

## Fallecimiento
Alfonso Olaso se alistó al inicio de la guerra civil española en el Requeté (la milicia carlista), con la que combatió durante toda la Guerra Civil. Participó en la Batalla de Brunete y tras ser ascendido a alférez combatió en el Frente de Teruel. El 18 de diciembre de 1937 fue hecho prisionero por los republicanos tras caer la posición que defendía con sus hombres en la ofensiva republicana contra Teruel. Herido con dos impactos de bala en el torso y el hombro fue evacuado a la ciudad de Teruel donde se sabe que fue atendido por médicos del bando republicano. Sin embargo su pista se pierde en este momento. Existen dos versiones sobre lo que le pudo pasar; según unos murió desangrado por las heridas que había recibido; según otros fue ejecutado por su condición de oficial por los hombres de El Campesino. Se desconoce la fecha exacta de su muerte, pero se cree que fue en los días inmediatamente posteriores al 18 de diciembre de 1937. 
Tras la Guerra Civil, la prensa le rindió tributo en más de una ocasión y desde los años cincuenta la Federación Española de Fútbol decidió poner en marcha el premio Alfonso Olaso en su recuerdo. El premio Olaso galardonaba al mejor juvenil de la temporada futbolística.

## Selección nacional
Fue internacional con la selección de fútbol de España en una ocasión.
Su único partido como internacional fue en Bolonia el 29 de mayo de 1927 en el amistoso Italia 2-0 España. Durante aquel partido Alfonso Olaso coincidió sobre el terreno de juego con su hermano Luis.

## Clubes
| Club                    | País   | Año       |
| ----------------------- | ------ | --------- |
| Nacional de Madrid      | España | 1926      |
| Athletic Club de Madrid | España | 1926-1934 |

## Palmarés

### Campeonatos regionales
| Título                     | Club               | País   | Año  |
| -------------------------- | ------------------ | ------ | ---- |
| Campeonato Regional Centro | Athletic de Madrid | España | 1928 |